# Pierre-Marie-Louis de Boisgelin de Kerdu
Pour les articles homonymes, voir Boisgelin.
Pour les autres membres de la famille, voir Famille de Boisgelin.
Pierre-Marie-Louis de Boisgelin de Kerdu, alias Caillot-Duval, cousin de Jean de Dieu-Raymond de Boisgelin de Cucé, est un écrivain français né le 5 mai 1758 et mort le 9 septembre 1816 à Pleubian.

## Biographie
Fils de Claude Jean Marie Comte de Boisgelin et de Jeanne Emmanuelle du Hallay de la Borderie, il fait ses études au séminaire Saint-Sulpice puis est présenté à l'ordre de Saint-Jean de Jérusalem en 1782 le 8 août. Sous-lieutenant au régiment du roi en 1784, il se lie d'une étroite amitié avec le comte de Piles, duc de Fortia. Pour se désennuyer, les deux officiers entretiennent des correspondances fantaisistes, mystifiant ainsi différentes personnes (Caillot-Duval étant le pseudonyme collectif utilisé par ces deux officiers pour signer leurs courriers).
Ils commencent par féliciter ridiculement un magistrat du lieu, qui s’en rengorge d’aise. Ravis, ils font ensuite croire à une danseuse de l’Opéra qu’un richissime prince russe veut en faire sa maîtresse sans l’avoir jamais vue. Ils demandent à un facteur d’instruments de fournir à un prince tout aussi imaginaire une trentaine de trompes marines ; ils commandent au bottier du roi des bottes sans coutures ; ils couvrent d’éloges un littérateur de province. Beaucoup répondent très sérieusement, sans y voir malice. Ces mystifications épistolaires se poursuivent avec une constance rare qu'ils publient avec les réponses en 1795, rééditées à plusieurs reprises, notamment dans l'ouvrage Les mystifications de Caillot-Duval. 
Boisgelin est promu lieutenant en 1788, il quitte la France et voyage en Europe Centrale et en Russie. En 1793, ayant abandonné l'ordre de Saint-Jean de Jérusalem, il reste à Malte et en 1798 il rentre dans les armées d'occupation française, il se rend à Toulon dès que l'archipel est livré aux Anglais. Avec l'accord du futur Louis XVIII de Bourbon, il lève le « Royal Louis », seul régiment levé au nom de Louis XVII de Bourbon[réf. nécessaire]. Après la victoire des armées républicaines, le « Royal Louis » se replie en Corse où il est dissous[réf. nécessaire].
Louis émigre en Angleterre et publie à Londres Ancient and Modern Malta (Malte ancienne et moderne) en 1804. Il rentre en France en 1805. Il n'a jamais pu obtenir de Louis XVIII, pour lui comme pour les officiers et les soldats de son régiment, leurs pensions. Il a légué toute son œuvre littéraire à la Bibliothèque Méjanes à Aix-en-Provence.

## Œuvres
- Ancient and modern Malta containing a description of the ports and cities of the islands of Malta and Gozo, 3 vol., 1804.
- Malte ancienne et moderne, contenant la description de cette île... l'histoire des Chevaliers de Saint-Jean de Jérusalem jusqu'à l'an 1800 et la relation des évènements qui ont accompagné l'entrée des français dans Malte et sa conquête par les Anglais,... Edition française par M. Fortia de Piles, avec une carte nouvelle... 3 volumes. 1809.
- Correspondance philosophique de Caillot-Duval (en garnison à Nancy) rédigée d'après les pièces originales et publiée par une société de littérateurs lorrains. 1795.